# Högby IF
Högby IF är en idrottsklubb belägen i Löttorp på norra Öland, bildad 1935.
Klubben har haft stora framgångar, främst på friidrottssidan, genom åren. Mest kända är löparprofilerna Ida, Johanna och David Nilsson som har segrar i såväl Terräng-SM som på bana på sina meritlistor. Mest meriterad är Ida Nilsson med ett flertal SM-guld på 5 000 meter, 3000 meter hinder och terränglöpning samt vinster i Finnkampen som största framgångar.
På veteransidan är klubben ofta framgångsrik när det kommer till svenska mästerskap. Bland andra kan nämnas Carl-Gustaf Nilsson, Sten Medelius och Georg Johansson som några av de som tagit hem medaljer till Öland.